# 10986 Govert
10986 Govert eller 4313 T-3 är en asteroid i huvudbältet som upptäcktes den 16 oktober 1977 av den nederländsk-amerikanske astronomen Tom Gehrels och det nederländska astronomparet Ingrid van Houten-Groeneveld och Cornelis Johannes van Houten vid Palomarobservatoriet. Den är uppkallad efter den holländske journalisten och amatörastronomen Govert Schilling.
Asteroiden har en diameter på ungefär 3 kilometer.